# Rupert Kratzer
Rupert Kratzer (Múnich, 16 de febrero de 1945–Garching bei München, 23 de septiembre de 2013) fue un deportista alemán que compitió para la RFA en ciclismo en la modalidad de pista. Ganó una medalla de bronce en el Campeonato Mundial de Ciclismo en Pista de 1973, en la prueba de persecución por equipos.
Participó en los Juegos Olímpicos de México 1968, ocupando el quinto lugar en la prueba individual.

## Medallero internacional
| Campeonato Mundial | Campeonato Mundial     | Campeonato Mundial | Campeonato Mundial          |
| Año                | Lugar                  | Medalla            | Competición                 |
| ------------------ | ---------------------- | ------------------ | --------------------------- |
| 1973               | San Sebastián (España) | Medalla de bronce  | Persecución por equipos (A) |